# كاميرا واسعة المجال 3

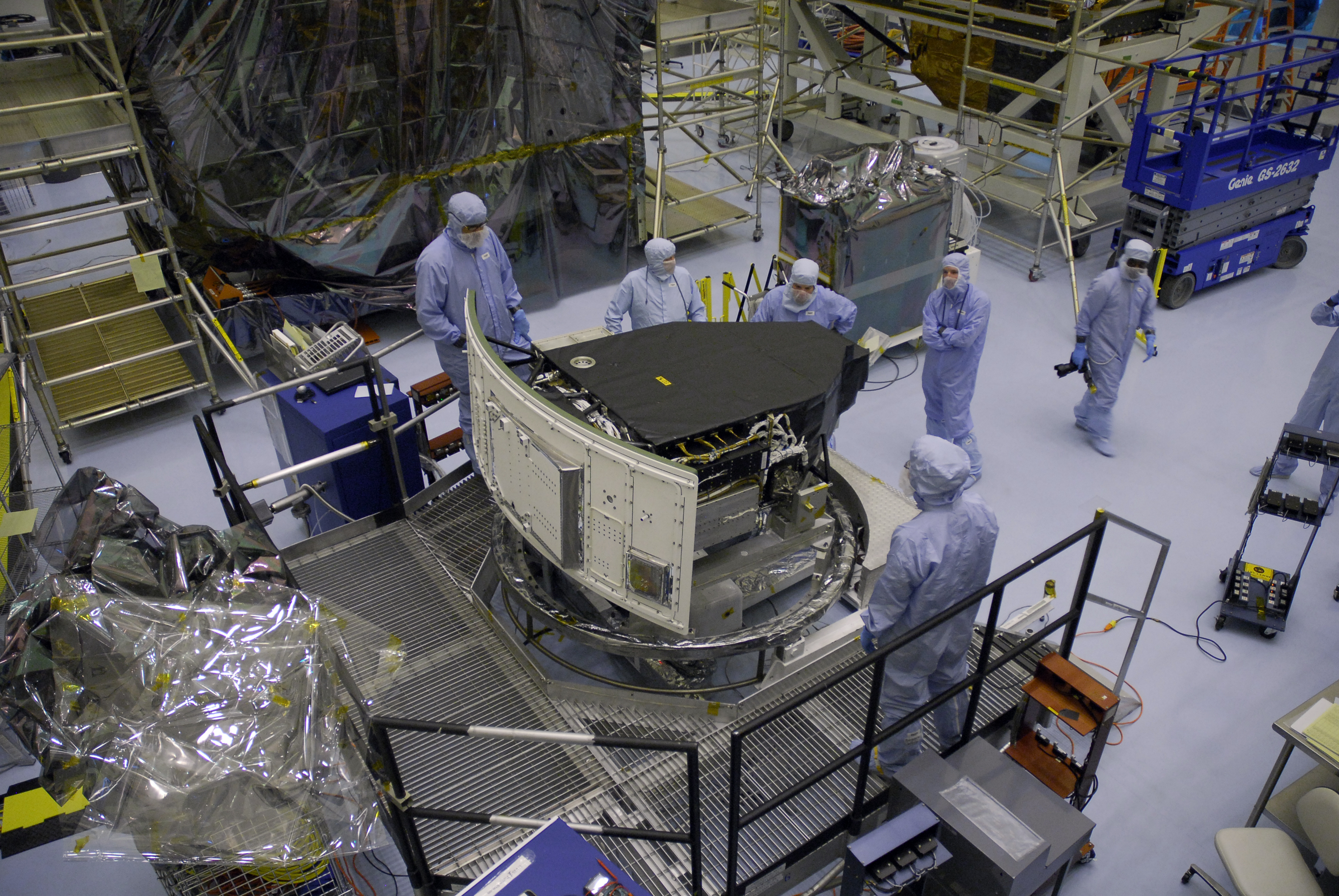
تجهيز الكاميرا واسعة المجال 3 وهي في مركز كينيدي للفضاء من أجل بعثة الإصلاح SM4 وهي الرحلة الخامسة والأخيرة لمرصد هابل.

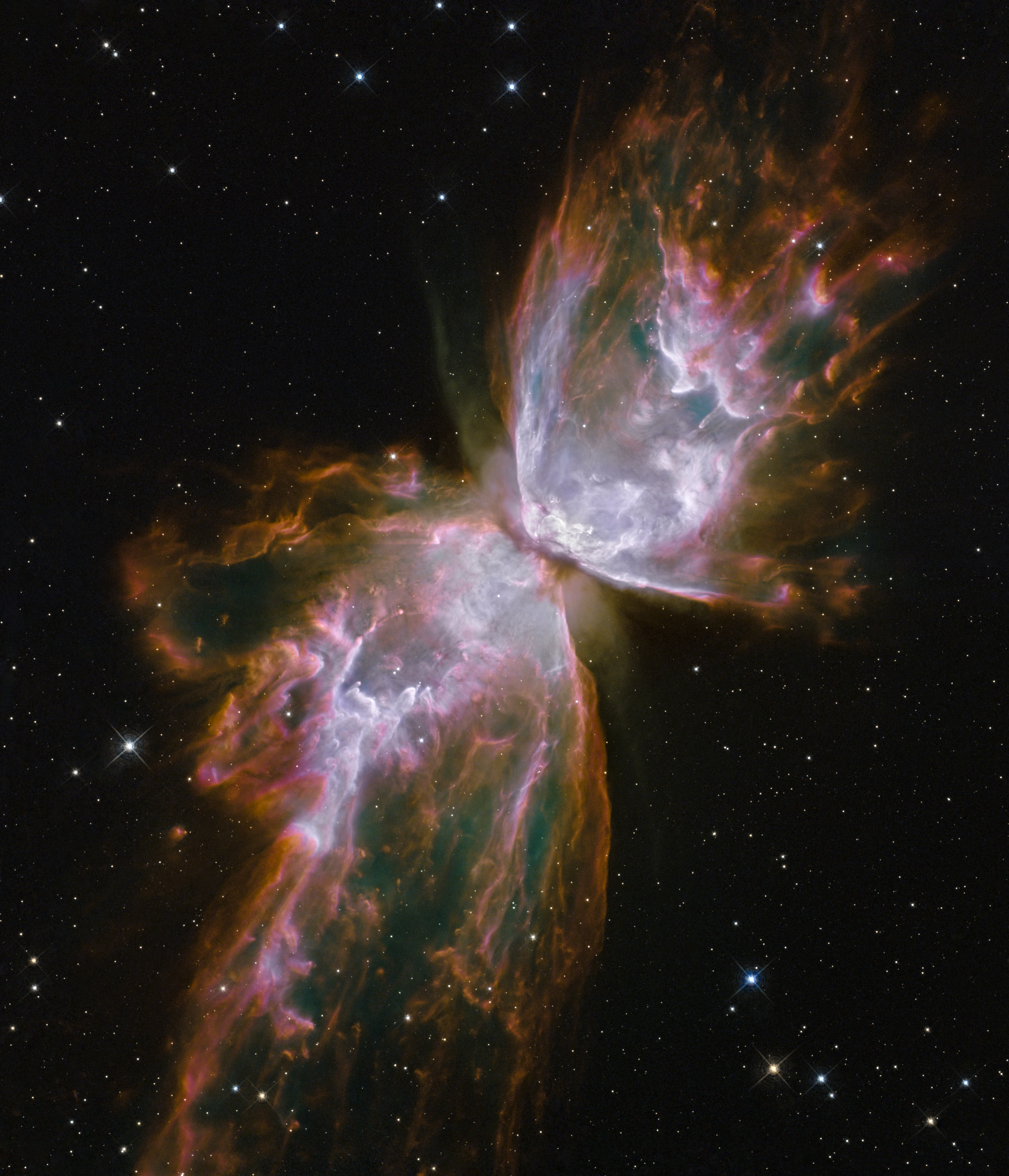
بعد وضعِ الكاميرا واسِعَة المجَال 3 WFC3 في المهمَّةِ الرَّابعَة إلتُقِطت صُورة سدِيم الفَرَاشَة.

كاميرا واسعَة المجَال 3 (بالإنجليزية: Wide Field Camera 3)‏ (WFC3) هي آخر الأجهزَة العلميَّة الموجودة في مرصد هابل الفضائي وتتميز بدقتها وتطورها التكنلوجي في أخذ صُور واضحة في الطيف المرئي للضوء القريب من الأشعَّة التحت حمراء والفوق بنفسجية مُنذ تركيبها أثناء رحلة بعثة الإصلاح الأخيرة (STS-125) لمرصد هابل في 14 مايو من عام 2009 كبديلٍ عن الكَاميرَا الكوكبيَّة واسعة المجال 2.

## معرض صور

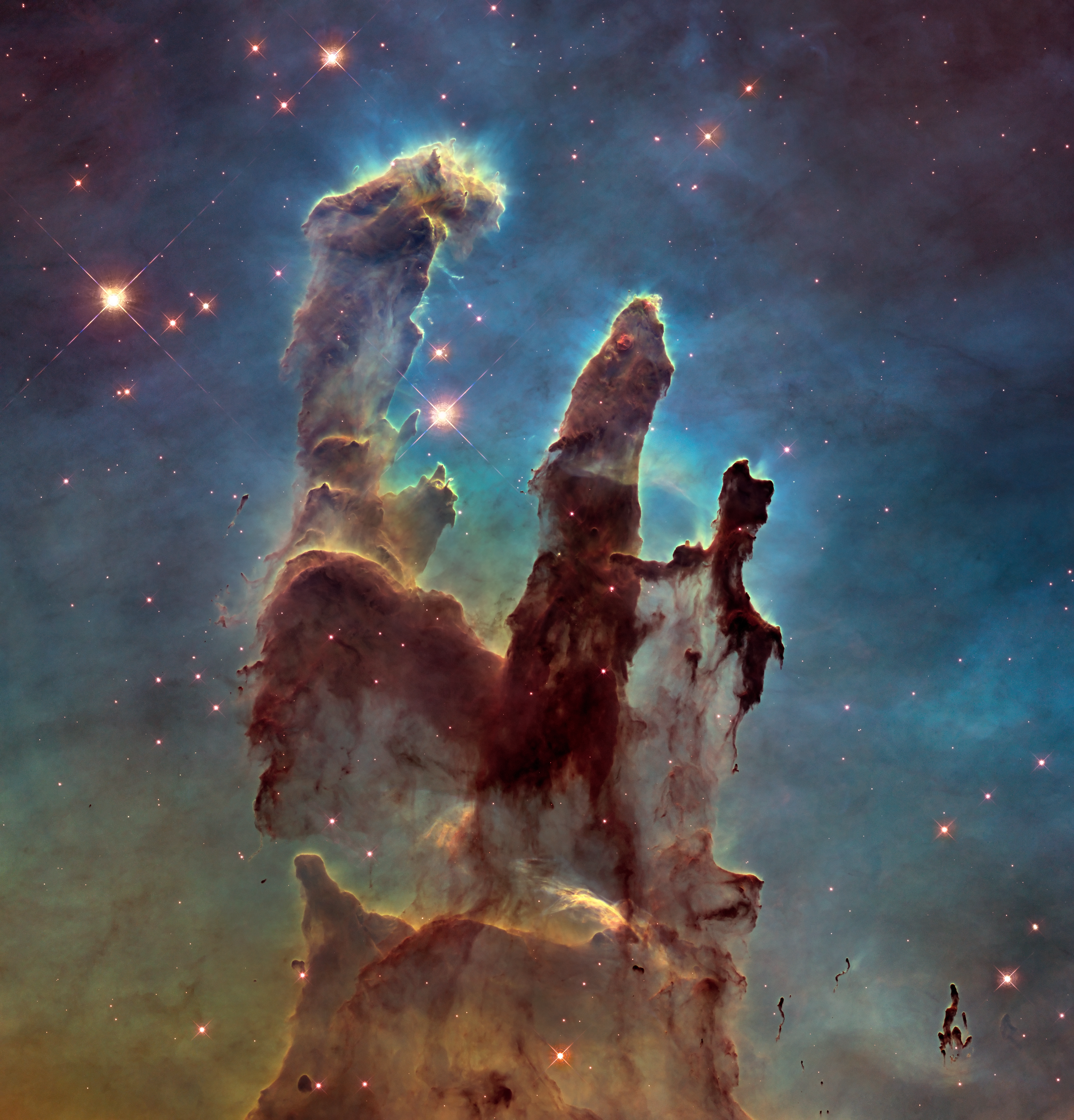
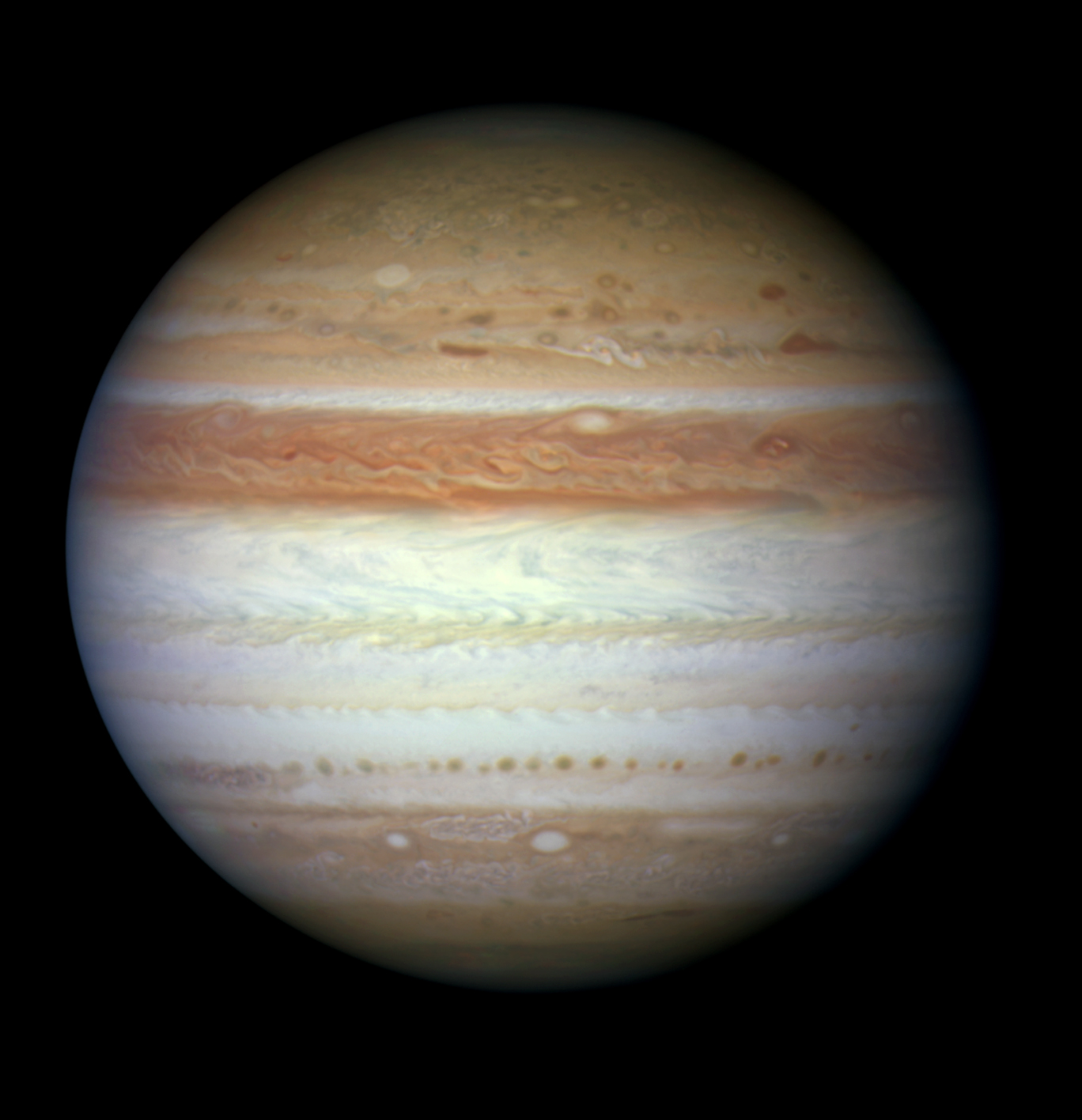
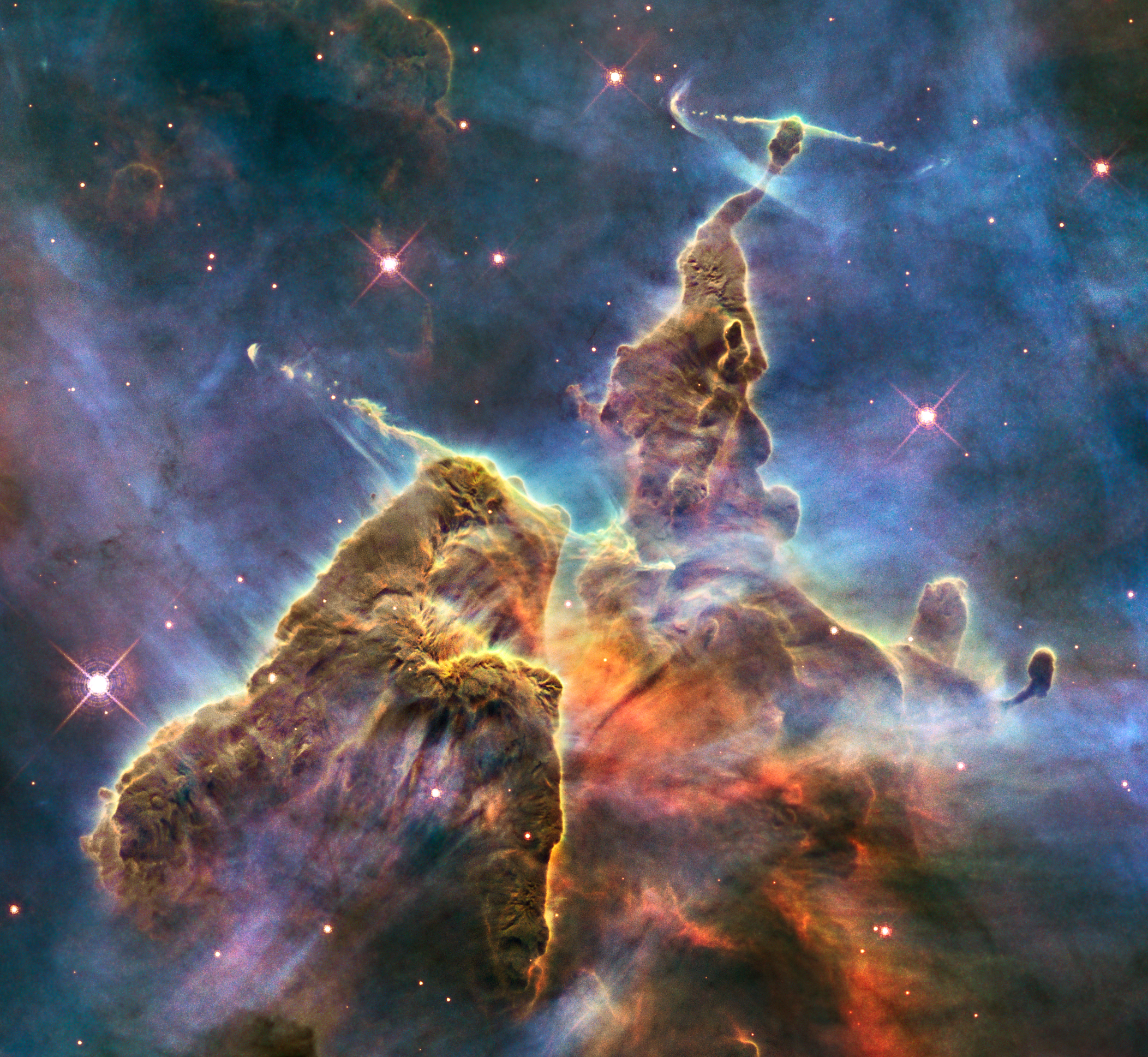

- 1=صُورة التقطتها مقراب (تلسكوپ) هابل الفضائي التابع لِوكالة ناسا لِإعمدة الخلق، عندما عاود زيارتها. التُقطت هذه الصُورة أساسًا في سنة 1995، ثُمَّ التُقطت صُورة أوضح سنة 2014 تُظهر هذه الأعمدة بِالضوء المرئي.